# Acalypha simplicistila
Acalypha simplicistila é uma espécie de flor do gênero Acalypha, pertencente à família Euphorbiaceae.